# 녹색 인프라

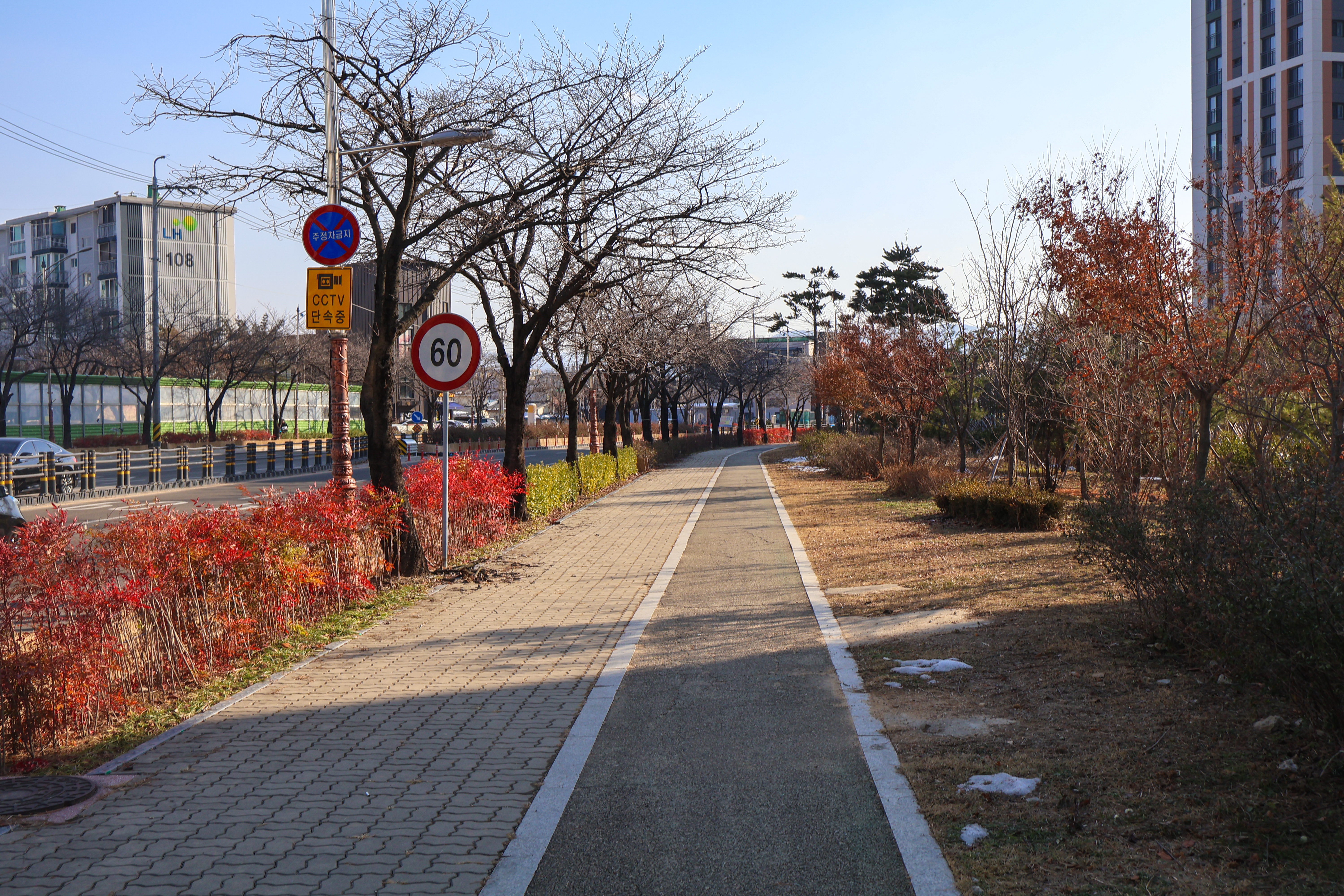
경기도 안성시의 인도와 자전거 도로

녹색 인프라 또는 그린 인프라는 자연적인 공간 혹은 자연에 가까운 기반 시설로, 공원이나 산림 등이 대표적이다. 이밖에도 폭우수 관리, 기후 적응, 열 스트레스 감소, 생물 다양성 증가, 식량 생산, 더 나은 대기 질, 지속 가능한 에너지 생산, 깨끗한 물, 쉼터 등 인간 중심적인 기능 등도 녹색 인프라에 포함된다.
녹색 인프라는 또한 주변 환경의 사회적, 경제적, 환경적 건강을 위한 생태적 틀을 제공하는 역할을 한다.